# HD 94717
HD 94717，又名CP-78 589，SAO 256768、HR 4268，是一颗恒星，视星等为6.33，位于銀經297.51，銀緯-17.96，其B1900.0坐标为赤經10h 50m 49.3s，赤緯-79° -17.96′ 38″。